# Obiols
Obiols es una localidad perteneciente al municipio de Aviá, en la provincia de Barcelona, España.